# Vlaamse Opera
La Vlaamse Opera (Opera fiamminga) è una compagnia d'opera del Belgio diretta da Jan Vandenhouwe che opera in due diversi teatri d'opera ad Anversa e Gand. La compagnia però condivide un'orchestra, un coro, un team tecnico, ecc. L'organizzazione è finanziata principalmente dal governo fiammingo e dai consigli comunali di Anversa e Gand.

## Storia
Nella sua forma attuale la compagnia è stata creata nel 1996 come successore della Fondazione dell'Opera Fiamminga (Vlaamse Opera Stichting, che esisteva dal 1988) e dell'Opera per le Fiandre (Opera voor Vlaanderen, che esisteva dal 1981). Entrambe le ex istituzioni erano fusioni simili tra gli ex teatri d'opera di Anversa e Gand. Dalla fusione avvenuta nel 1981 la compagnia si è esibita in due diversi teatri storici.

### Anversa

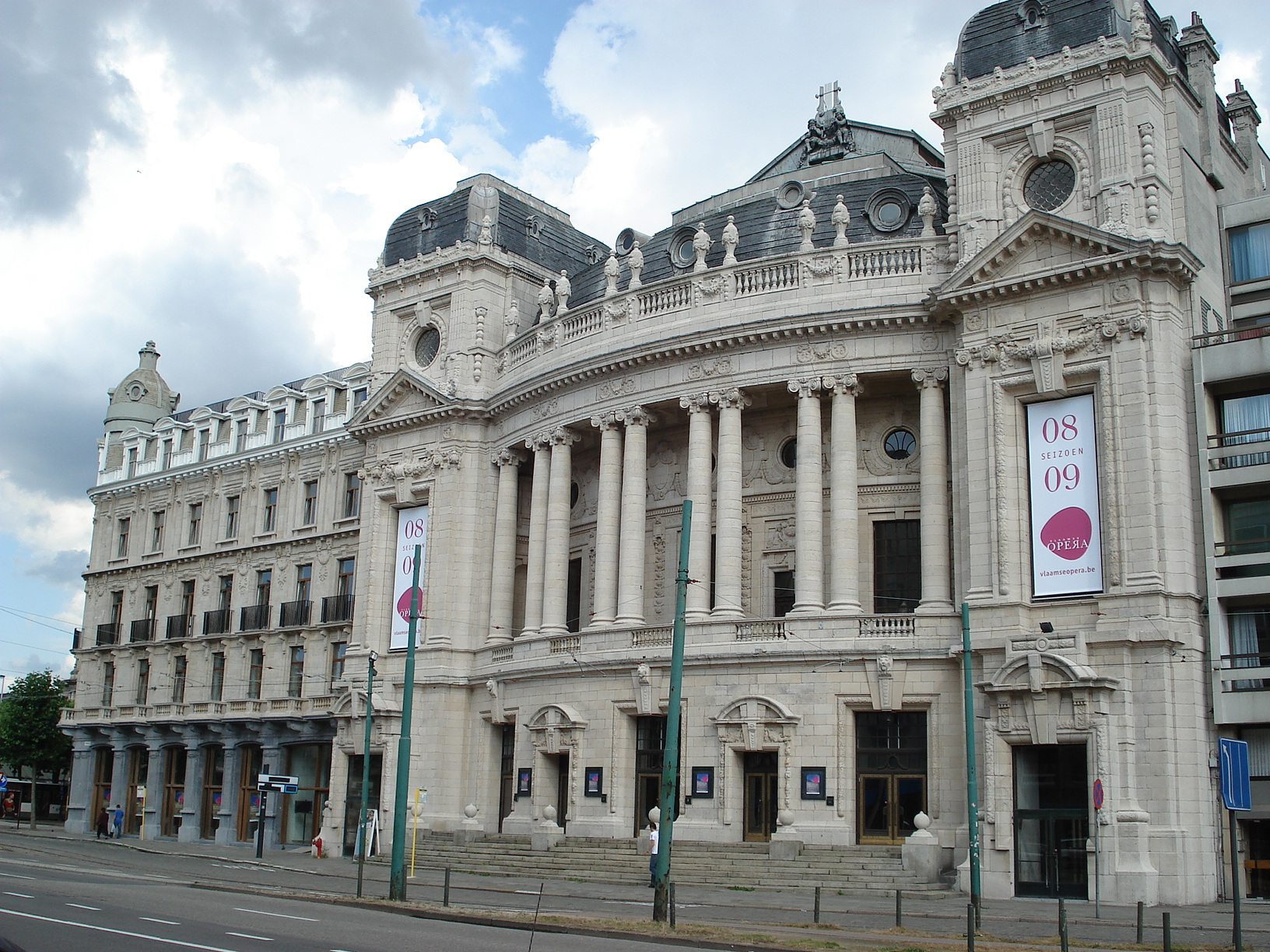
La Vlaamse Opera di Anversa

Le prime rappresentazioni liriche pubbliche ad Anversa risalgono al 1661. Gli spettacoli si svolgevano sul palco dello Schouwburgh van de Oude Voetboog (Teatro della Gilda dei Balestrieri) al Grote Markt. Il teatro perse gradualmente il suo popolare carattere fiammingo quando gli artisti francesi furono coinvolti e gli spettacoli non furono più eseguiti nella lingua locale (olandese), ma in francese, la lingua adottata dall'élite fiamminga.
Nel 1709 fu costruito un nuovo teatro nel "Tapissierspand" (Tappezziere), un ex mercato coperto per arazzi dove venivano rappresentate alternativamente opere italiane e francesi. Il nuovo auditorium, bruciato nel 1746, fu sostituito da un nuovo "Grand Théâtre" inaugurato nel 1753. Durante il periodo del Regno Unito dei Paesi Bassi, il teatro fu promosso a "Théâtre Royal". A quel tempo il vecchio teatro era già in rovina ed era diventato troppo piccolo per ospitare il crescente pubblico. Si progettò di demolire il vecchio edificio e di sostituirlo con uno nuovo e più prestigioso. Nel 1829 fu data l'ultima rappresentazione nel "Tappisierspand".
Il nuovo teatro fu inaugurato dopo la rivoluzione belga nel 1834. Questo edificio è oggi noto come Bourlaschouwburg (Teatro Bourla dal nome dell'architetto Pierre Bruno Bourla) ed è oggi utilizzato per regolari spettacoli teatrali. Il repertorio francese e, in misura minore, il repertorio italiano in traduzione francese, continuava a dominare.
Il teatro dell'opera chiuse nel 2005 per una ristrutturazione di due anni dell'intero edificio. Nel novembre 2007, esattamente 100 anni dopo l'inaugurazione nel 1907, l'opera ha riaperto per una nuova stagione. Sono stati costruiti nuovi edifici per uffici, l'auditorium principale è stato aggiornato con nuovi posti a sedere, è stato installato un nuovo sistema di riscaldamento e le pareti sono state dipinte in un nuovo colore verde fresco. Dietro le quinte tutti gli uffici sono riuniti nella nuova "zona uffici", dietro e accanto al palco. Importanti miglioramenti sono il livellamento del pavimento del palcoscenico, che aveva un'inclinazione di 4° a causa della prassi ottocentesca, un nuovo grande palco laterale, l'illuminazione e le strutture meccaniche aggiornate.
La prima stima di budget per l'intera ristrutturazione era di 33 milioni di euro ma, dopo che alcune fasi non critiche furono rimosse dal business plan, il budget totale rimase di 24 milioni di euro. A causa dei limiti di budget furono realizzate solo le attività più urgenti. Pertanto non tutti gli ornamenti furono puliti e i corridoi pubblici furono dipinti di bianco. Si prevede che quando saranno disponibili nuovi fondi, gli ornamenti dorati e i corridoi verranno aggiornati.

## Amministrazione
- Direttori

1947–55 : Vina Bovy
1981 : Alfons Van Impe
1987 : Gerard Mortier (ad interim)
1989 : Marc Clémeur (till 30/07/2008)
2008 : Aviel Cahn (from 1/8/2008)
- Direttori principali dell'Orchestra Sinfonica dell'Opera Fiamminga:

1989 : Rudolf Werthen
1993 : Stefan Soltész
1997 : Marc Minkowski
2000 : Massimo Zannetti
2002 : Ivan Törzs
2011: Dmitri Jurowski (from 1/1/2011)
- Direttori principalidel Coro dell'Opera fiamminga:

1989 : Peter Burian
1991 : Simon Halsey
1994 : Andrew Wise
1997 : Peter Burian
2002 : Kurt Bikkembergs
2008: Yannis Pouspourikas
2013: Jan Schweiger